# Plan B Entertainment

Logo des Unternehmens

Plan B Entertainment (meist kurz Plan B) ist eine US-amerikanische Filmproduktionsgesellschaft. Sie wurde im November 2001 von Brad Grey, Jennifer Aniston und Brad Pitt gegründet. Nachdem 2005 Aniston und Pitt sich hatten scheiden lassen und Grey CEO bei Paramount Pictures geworden war, wurde Pitt alleiniger Eigentümer.
Dede Gardner ist Präsidentin des Unternehmens, Jeremy Kleiner ist Co-Präsident.
Plan B hatte zunächst einen Vertriebsvertrag mit Warner Bros.; von 2005 bis 2013 arbeitete das Unternehmen dann mit Paramount Pictures zusammen. Anschließend schloss Plan B einen Dreijahresvertrag mit Arnon Milchans New Regency, wobei RatPac Entertainment als Finanzierungspartner fungierte. Seit 2017 arbeitet Plan B mit Annapurna Pictures zusammen.
Im Jahr 2015 wurde Plan B mit dem Visionary Award der Producers Guild of America Awards ausgezeichnet, mit der Begründung, Plan B inspiriere seit über einem Jahrzehnt Kreativität und Innovationen in der Unterhaltungsindustrie, betrete neuen künstlerischen Boden und rege notwendige Diskussionen über Geschichte und Kultur an.

## Produktionen
- 2004: Troja (Troy)
- 2005: Charlie und die Schokoladenfabrik (Charlie and the Chocolate Factory)
- 2006: Departed – Unter Feinden (The Departed)
- 2006: Krass (Running with Scissors)
- 2007: Year of the Dog
- 2007: Ein mutiger Weg (A Mighty Heart)
- 2007: Die Ermordung des Jesse James durch den Feigling Robert Ford (The Assassination of Jesse James by the Coward Robert Ford)
- 2008: Pretty/Handsome (Fernsehfilm)
- 2009: Pippa Lee (The Private Lives of Pippa Lee)
- 2009: Die Frau des Zeitreisenden (The Time Traveler’s Wife)
- 2010: Kick-Ass
- 2010: Eat Pray Love
- 2011: The Tree of Life
- 2012: Killing Them Softly
- 2013: World War Z
- 2013: 12 Years a Slave
- 2014: The Normal Heart (Fernsehfilm)
- 2014–2015: Resurrection – Die unheimliche Wiederkehr (Resurrection; Fernsehserie, 21 Folgen in 2 Staffeln)
- 2014–2016: Deadbeat (Fernsehserie, 36 Folgen in 3 Staffeln)
- 2014: Selma
- 2015: True Story – Spiel um Macht (True Story)
- 2015: The Big Short
- 2016: Moonlight
- 2016: Die versunkene Stadt Z (The Lost City of Z)
- 2016: Voyage of Time (Dokumentarfilm)
- 2016–2019: The OA (Fernsehserie, 16 Folgen in 2 Staffeln)
- 2017: Okja
- 2017: War Machine
- 2018: Vice – Der zweite Mann (Vice)
- 2019: Ad Astra – Zu den Sternen (Ad Astra)
- 2019: The King
- 2020: Minari – Wo wir Wurzeln schlagen (Minari)
- 2022: Blond (Blonde)
- 2022: She Said
- 2024: Beetlejuice Beetlejuice
- 2025: Mickey 17
- 2025: Adolescence (Miniserie)